# 2744 Birgitta
2744 Birgitta је Марсов тројански астероид чија средња удаљеност од Сунца износи 2,301 астрономских јединица (АЈ).
Апсолутна магнитуда астероида је 14,78.